# Dryadella gomes-ferreirae
Dryadella gomes-ferreirae är en orkidéart som först beskrevs av Guido Frederico João Pabst, och fick sitt nu gällande namn av Carlyle August Luer. Dryadella gomes-ferreirae ingår i släktet Dryadella och familjen orkidéer. Inga underarter finns listade i Catalogue of Life.